# Corinische Schule

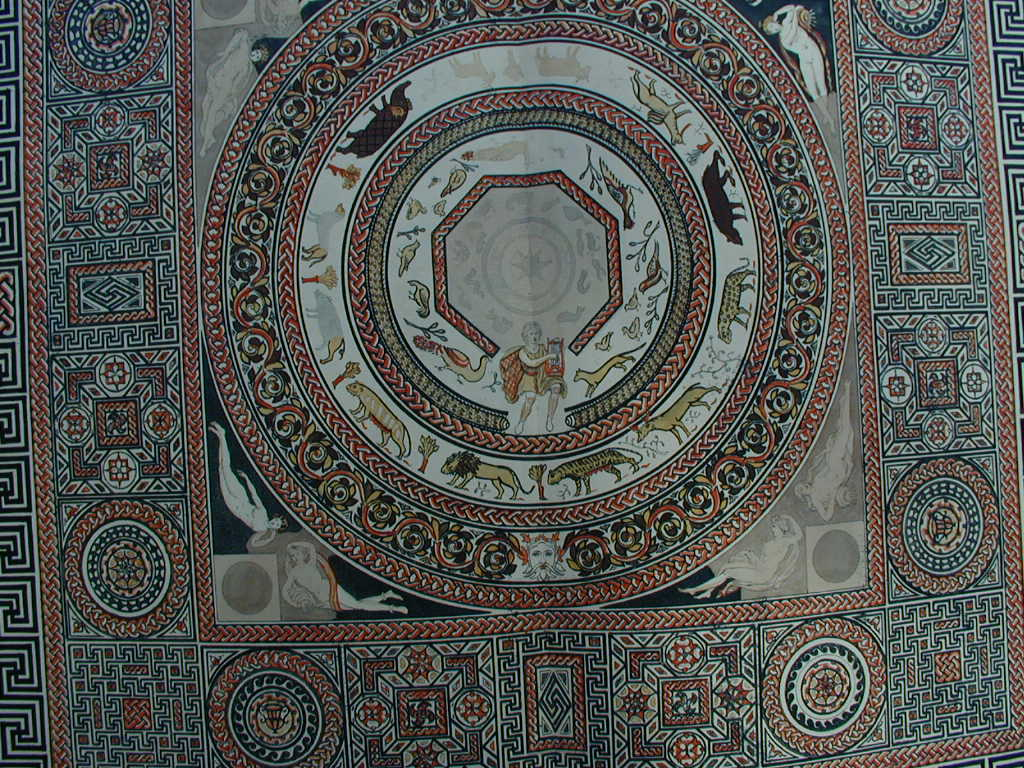
Mosaik mit Orpheus

Die Corinische Schule (im Englischen Corinian School) ist die moderne Bezeichnung einer Gruppe von Mosaiken, die im vierten nachchristlichen Jahrhundert in Corinium Dobunnorum (Cirencester) in der römischen Provinz Britannia prima (Britannien) und der Umgebung ausgelegt wurden und im Stil und Repertoire Eigenheiten aufweisen, die sie von anderen Mosaiken unterscheiden. Diese Schule ging wahrscheinlich auf eine Werkstatt in Corinium Dobunnorum zurück oder war vielleicht sogar mit dieser identisch.
Es sind etwa vierzig Mosaikfußböden bekannt, die dieser Schule zugeschrieben werden können. Sie stammen zum großen Teil aus Villen um Corinium Dobunnorum, aber auch aus der Stadt selbst. Diese Schule konnte anhand stilistischer und ikonografischer Eigenheiten, die nur für diese Mosaiken typisch sind, identifiziert werden.
Ein typisches Motiv dieser Schule sind Darstellungen des Orpheus. Er ist ein beliebtes Motiv auf Mosaiken in der gesamten Antike. Orpheus ist normalerweise sitzend in einem Feld, von Tieren umgeben, dargestellt. Bei Mosaiken der Corinian School ist er dagegen alleine sitzend in einem Kreis oder Achteck dargestellt. Die Tiere befinden sich in einem weiteren, äußeren größeren Kreis um das Zentralbild angeordnet.
Neben der Darstellung des Orpheus haben die Mosaiken noch zahlreiche andere Gemeinsamkeiten, wie die Vorliebe für bestimmte Muster und Motive (beispielsweise Kelche).
Neuere Forschungen unterteilen die Corinische Schule in weitere Untergruppen, wie die Orpheus Group.